# Carlos Reinaldo Pérez
Carlos Reinaldo Pérez (26 de octubre de 1971 ,  La Habana, Cuba) fue un jugador profesional de balonmano cubano con nacionalidad húngara cuyo último club fue el Al Salal de Catar. Se retiró en 2013. Fue un componente de la Selección de balonmano de Cuba hasta el 1999, año al partir del cual comenzó a jugar con la Selección de balonmano de Hungría.

## Carrera
Nació en La Habana y pasó sus años cubanos por el equipo de su ciudad natal el Ciudad Habana. Firmó por el club húngaro MKB Veszprém KC en 1997 y equipo en el que sigue jugando desde el momento de su llegada.
Obtuvo la ciudadanía húngara en 1999 e hizo su debut en el equipo nacional en 2002 contra la selección de balonmano de Eslovenia, representó a Hungría en el Campeonato Mundial de 2003, donde demostró sus excepcionales habilidades de tiro y terminó en primer lugar en la lista de goleadores con 64 goles. También ha sido seleccionado para el equipo All-Star. Participó en los Juegos Olímpicos 2004, un año después y terminó en cuarto lugar.
A pesar de sus buenas actuaciones tuvo que esperar 7 años para poder disputar otro gran torneo, este fue el campeonato del mundo de Balonmano de 2011 en el que su club solo le permitió jugar 3 partidos, el seleccionador Lajos Mocsai lo guardo para los partidos más importantes y más tarde se le llamó para suplir a Péter Gulyás. 
fue votado Mejor Balonmanista Húngaro del año, 3 años seguidos, desde 2003 a 2005 y otra vez en el año 2011. Se retiró en 2013, cuando jugaba en el Al Salal catarí.

## Clubes
- Ciudad Havana ( -1997)
- MKB Veszprém KC (1997-2013)
- Al Salal (2013)

## Palmarés
- Nemzeti Bajnokság I

```
Campeón: 1998, 1999, 2001, 2002, 2003, 2004, 2005, 2006, 2008, 2009, 2010, 2011, 2012
Subcampeón: 2000, 2007
```

- Copa de Hungría

```
Campeón: 1998, 1999, 2000, 2002, 2003, 2004, 2005, 2007, 2009, 2010, 2011, 2012
Subcampeón: 2006, 2008
```

- Liga de Campeones de la EHF

```
Finalista: 2002
Semifinalista: 2003, 2006 
```

- Recopa de Europa

```
Campeón: 2008
```

- Supercopa de Europa

```
Subcampeón: 2002, 2008 
```

## Reconocimientos Individuales
- Mejor jugador Húngaro del año: 2003, 2004, 2005, 2011
- Máximo goleador del 2003
- Mejor lateral izquierdo del 2003

- Datos: Q583597
- Multimedia: Carlos Pérez / Q583597